# Franz Gailliard
Franz Gailliard (Brussel, 30 november 1861 - Sint-Gillis, 16 februari 1932) was een Belgisch kunstschilder, aquarellist, pastellist, graficus, etser en lithograaf.

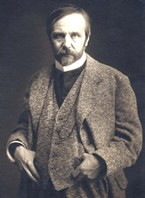
Portret van de schilder rond 1897

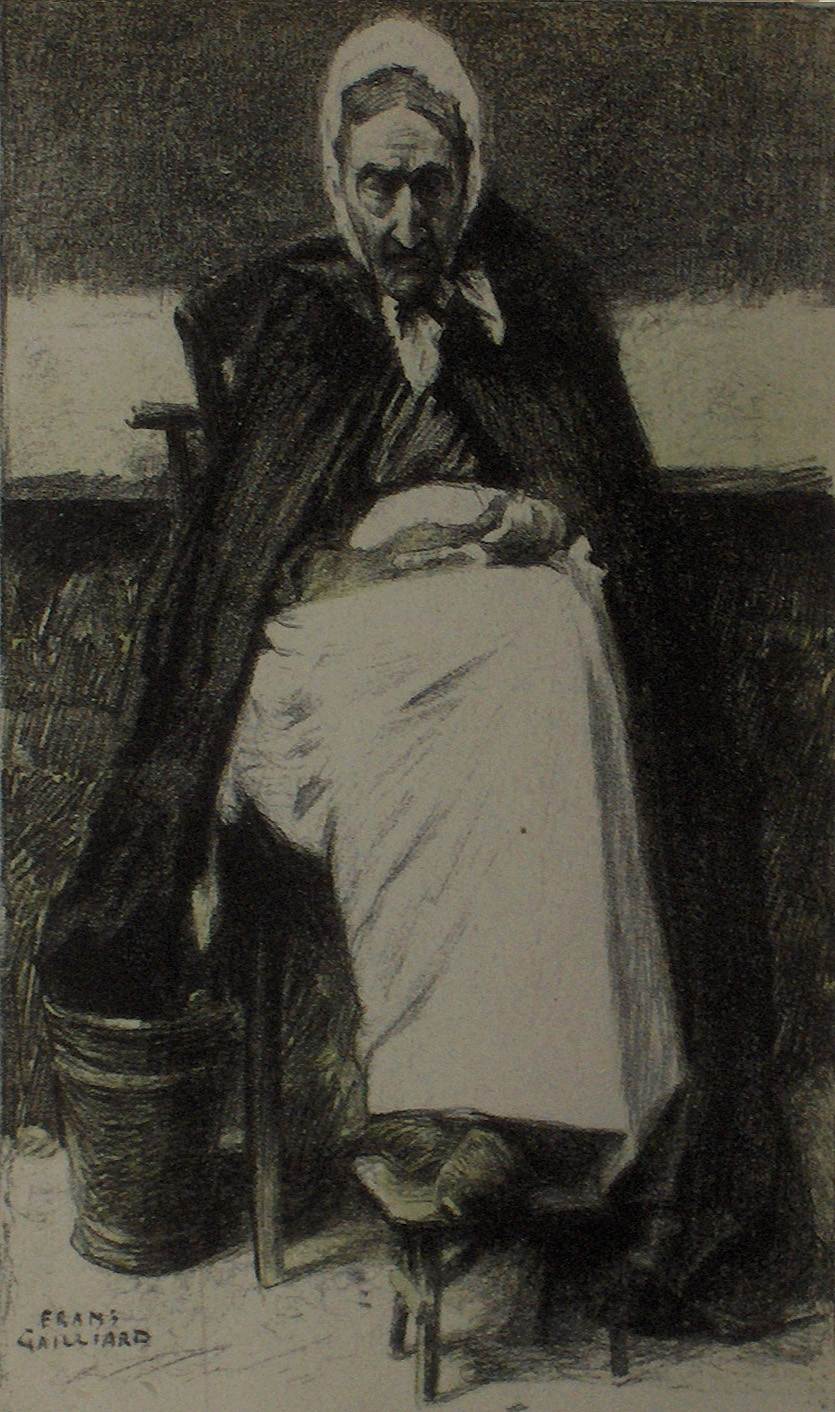
"Oud Oostends vrouwtje"

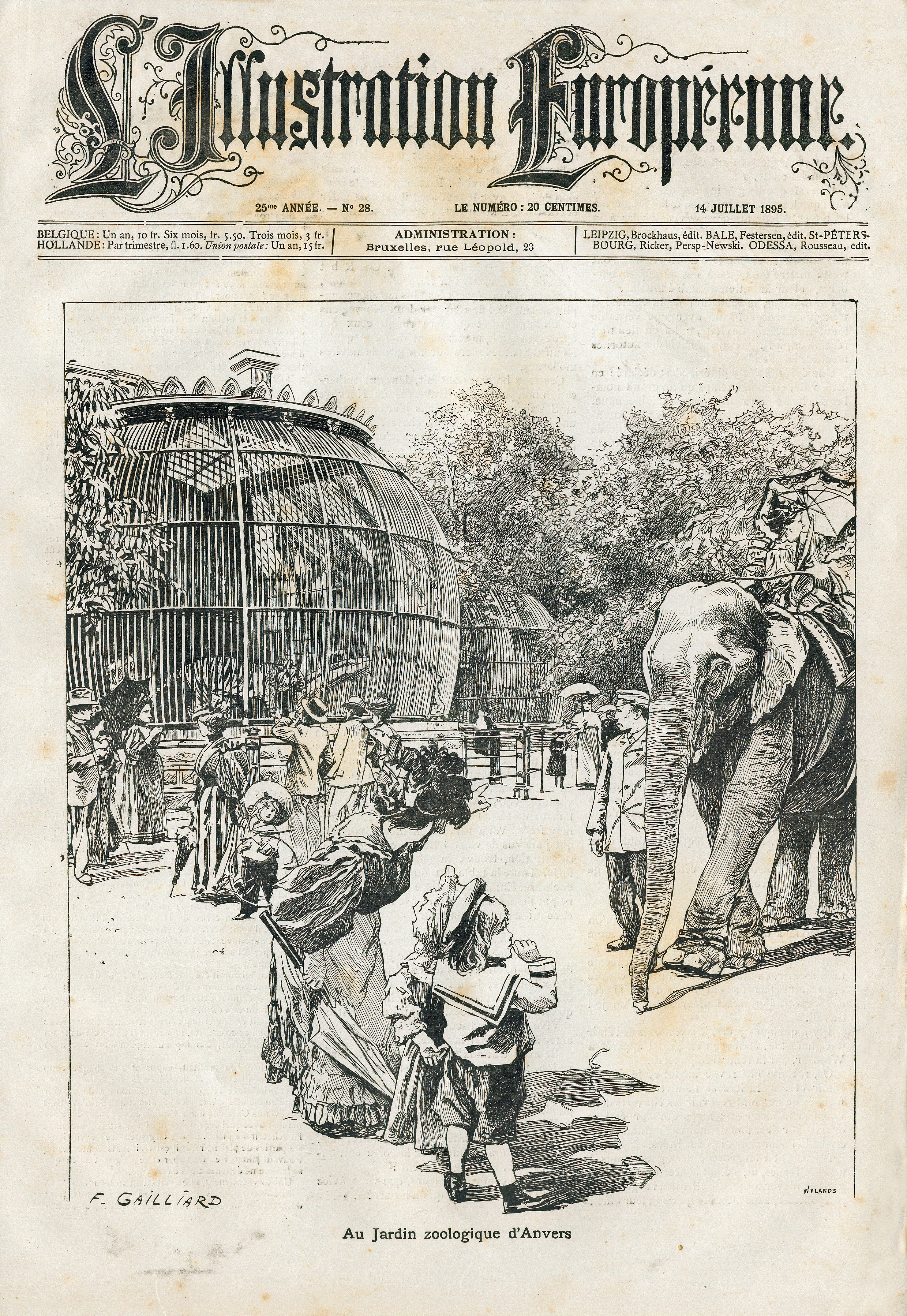
Sfeerbeeld van de dierentuin in Antwerpen: tekening in L'Illustration Européenne van 14 juli 1895

Hij genoot zijn opleiding aan de Academie van Brussel onder Jean-François Portaels, Joseph Stallaert, François Bossuet en Paul Lauters. Hij had enkele studiegenoten die later ook zeer bekend zouden worden: James Ensor, Leon Frédéric en Fernand Khnopff.
Hij werd in 1887 bevriend met de Amerikaanse kunstschilder Whistler, die hij rondleidde in Brussel. Hij gebruikte in 1891 als eerste de sprenkelmethode. Hij ontmoette gedurende zijn reizen naar Parijs en Berlijn de belangrijkste kunstenaars van zijn tijd. Hij liet zich omgeven door kunstenaars, musici en figuren uit de wereld van esoterie en occultisme. Hij had willen toetreden tot de Brusselse kunstkring Les XX maar werd niet toegelaten.
In 1897 maakte hij een portret van koning Chulalongkorn van Siam gedurende diens officiële bezoek aan België.
Gailliards schilderijen zijn gekenmerkt eerst door een neo-impresionistische toets en later door een sterk luminisme.
Hij gaf in 1910 en 1913 een tentoonstelling in de Cercle Artistique et Littéraire.
Hij was eveneens reporter voor Franse, Engelse en Belgische weekbladen, waarin hij tekeningen uit de actualiteit publiceerde. Als graficus vereeuwigde hij Brusselse stadsgezichten. Met zijn tekenstift propageerde hij de initiatieven van koning Leopold II in de Congo Vrijstaat. 
Hij werd directeur aan de Academie van Sint-Gillis. Een van zijn leerlingen was Wilchar. De straat waar hij woonde in Sint-Gillis werd later omgedoopt tot Franz Gailliardstraat. Hij ligt begraven op het kerkhof van Sint-Gillis onder een grafmonument met kubistische inslag dat een kruis voorstelt en een geknielde figuur met gespreide armen. Niet ver ervan ligt zijn zoon begraven.
In 1957 kreeg hij in het stadhuis van Sint-Gillis een retrospectieve huldetentoonstelling, georganiseerd door de Groupe d'Art Saint-Gillois. Zijn schilderijen behalen vrij hoge prijzen op kunstveilingen. Le magasin chinois werd in 2007 bij Christie's in Parijs geveild voor 6.000 €.
Zijn zoon Jean-Jacques Gailliard werd eveneens een kunstschilder.

## Musea en openbare collecties
- Koninklijke Musea voor Schone Kunsten van België (Brussel): Portret van Z.E. kardinaal Mercier, De Blijde Intrede van prins Albert en prinses Elisabeth te Brussel in 1900
- Museum van Elsene
- Luik
- Charliermuseum (Sint-Joost-ten-Node)
- Spa
- Turnhout
- Collectie Provincie Brabant (Brussel)
- Collectie Belgische Staat (Brussel)

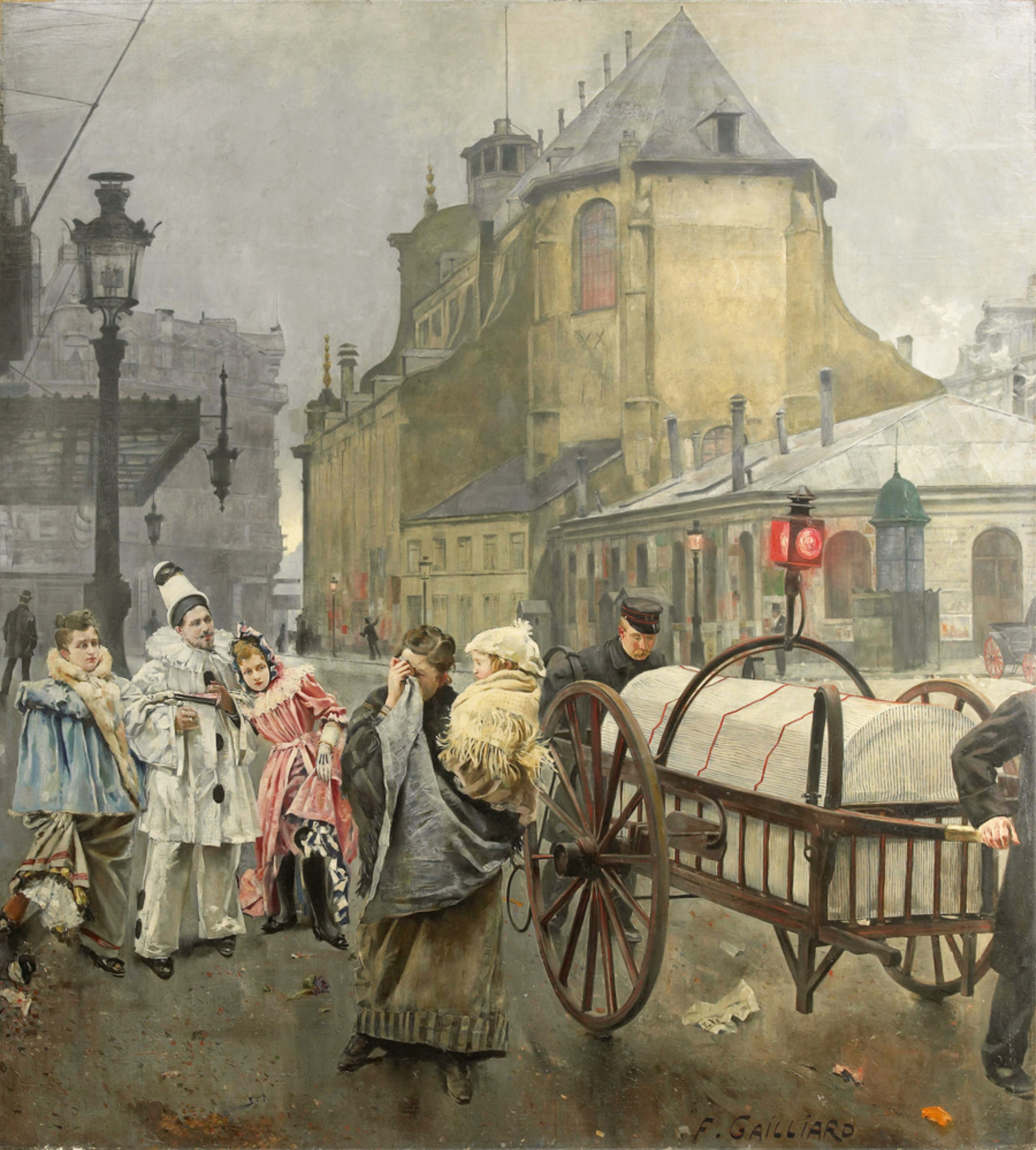
Schilderij Na het carnaval, 1890
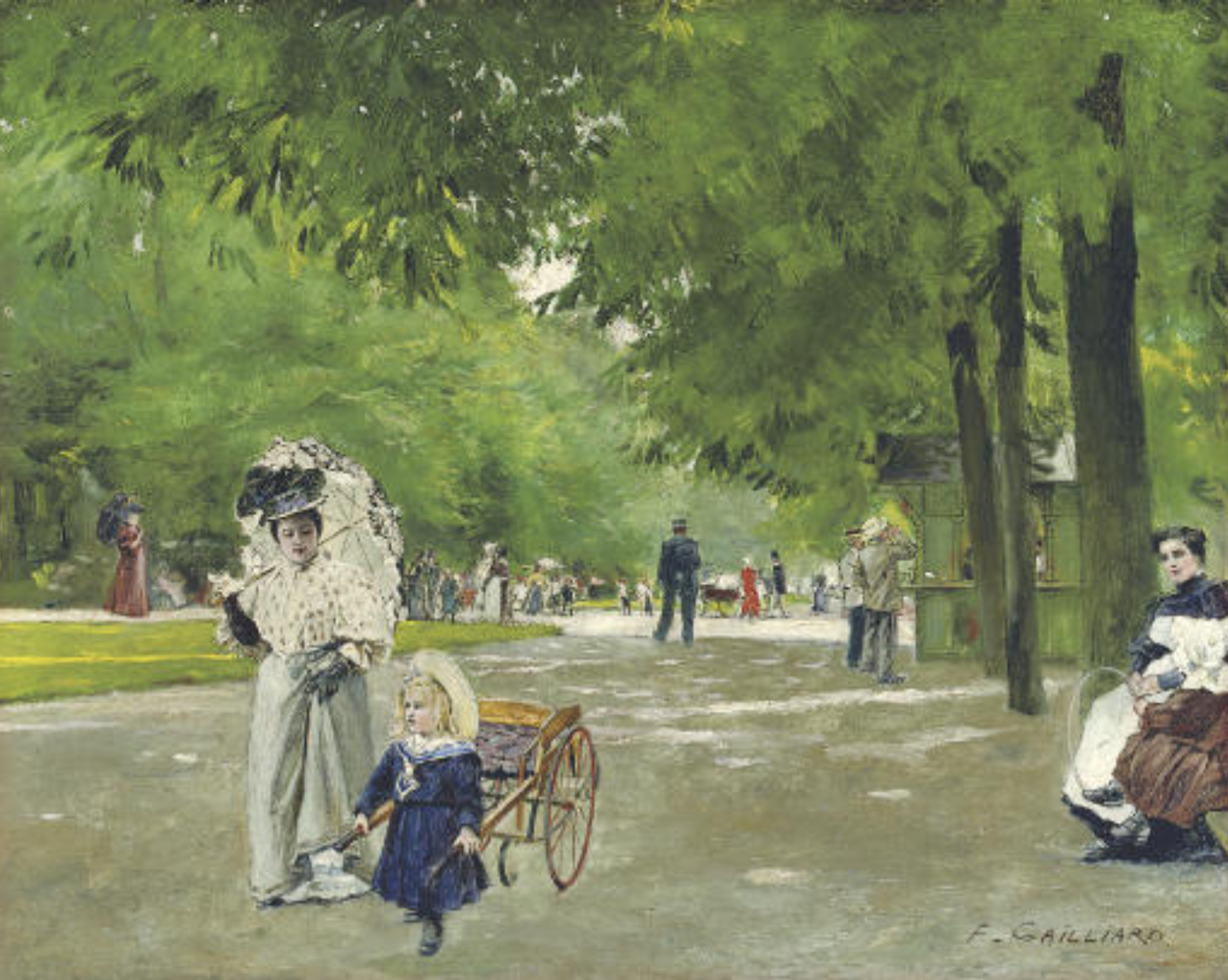
Schilderij La Promenade
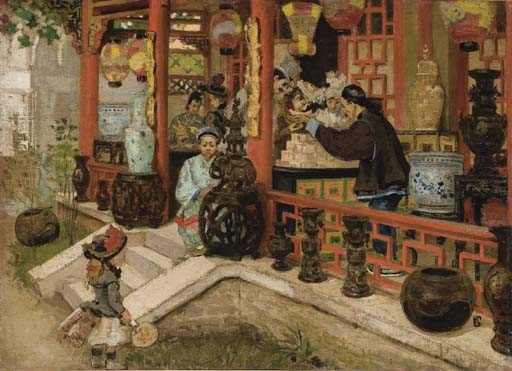
Schilderij Le Magasin chinois
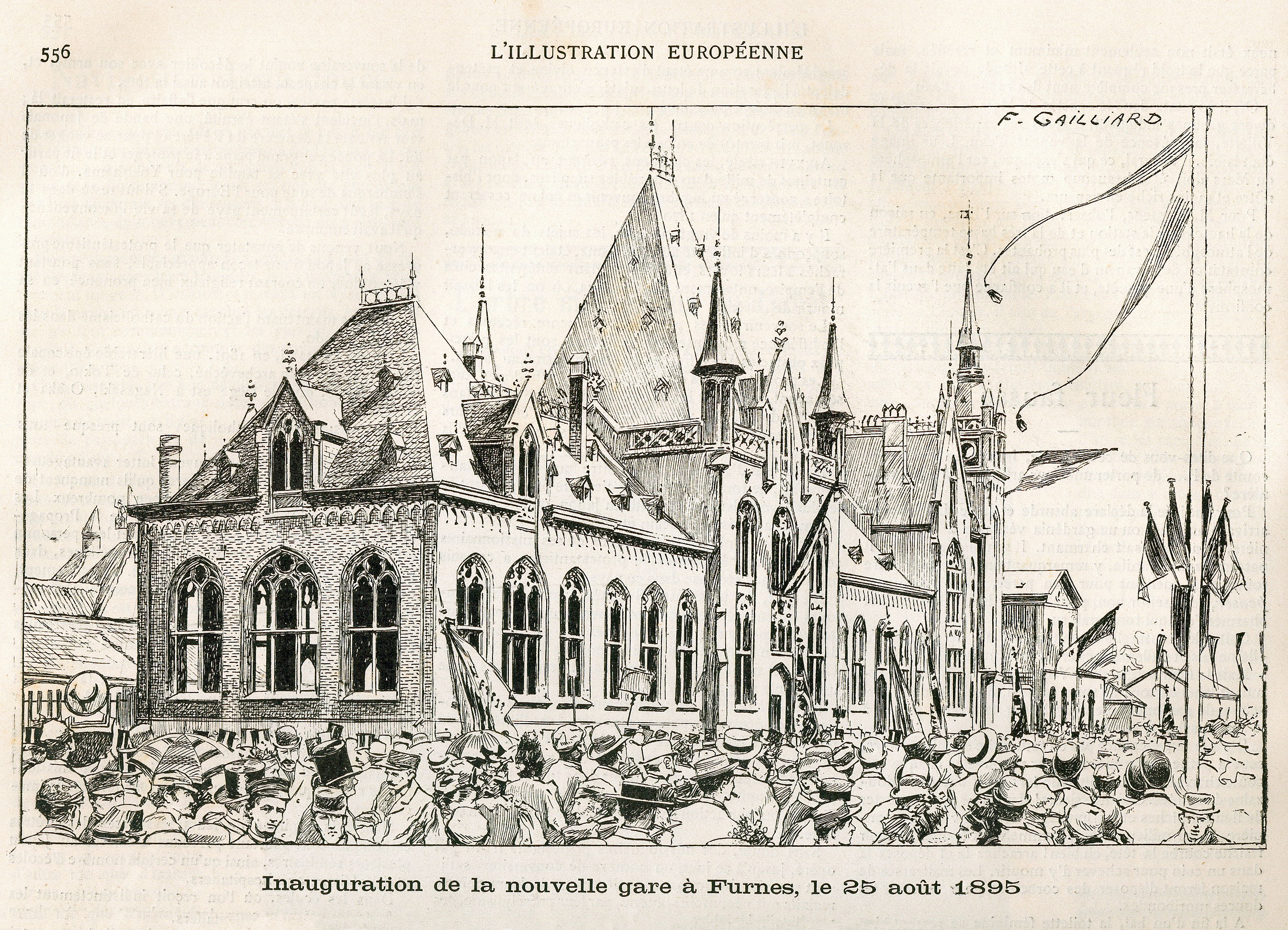
Inwijding van het station van Veurne op 25 augustus 1895, tekening in L'Illustration Européenne